# امپراتور بیداتسو
امپراتور بیداتسو (به ژاپنی: 敏達天皇 Bidatsu-tennō)؛

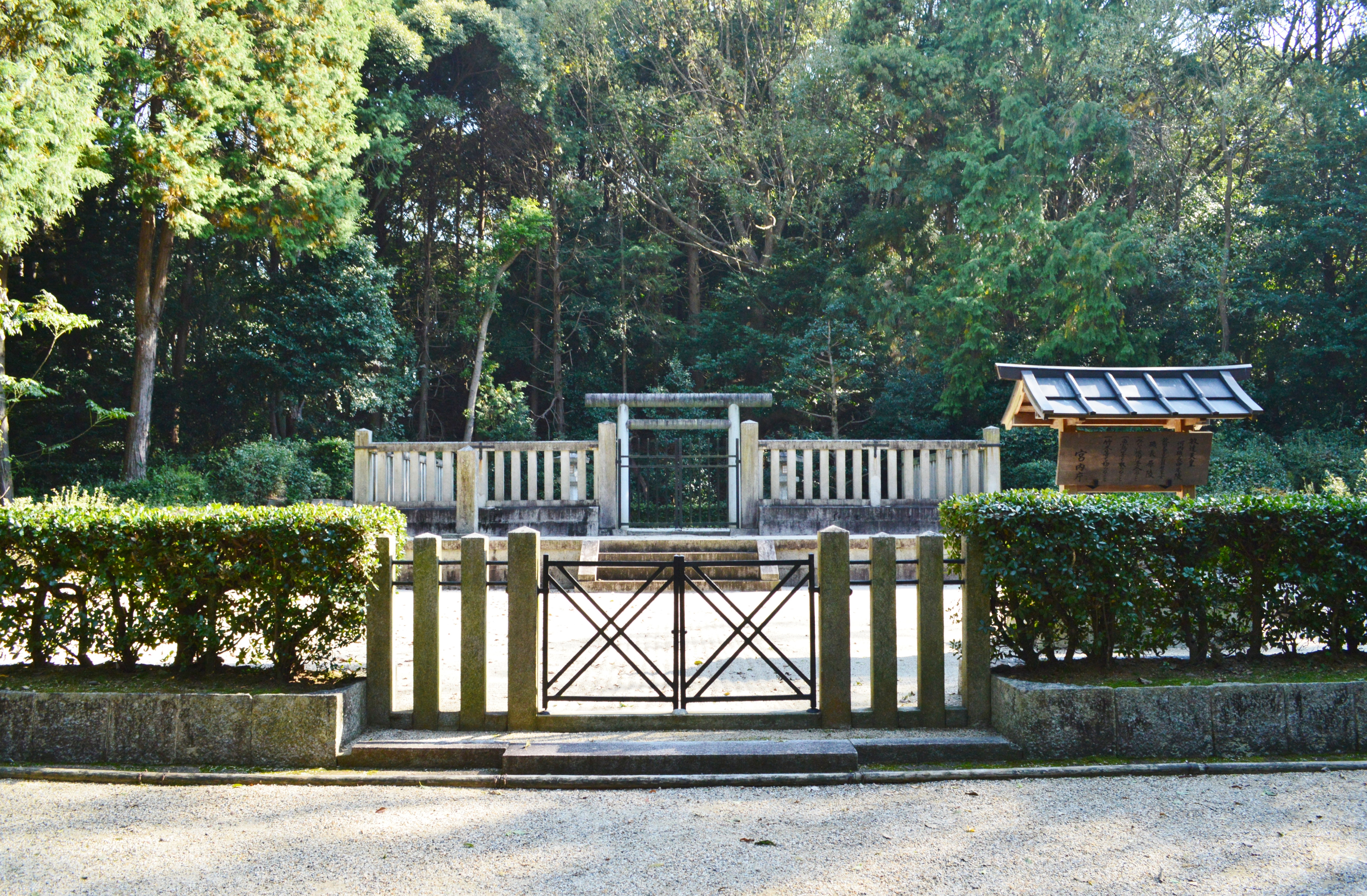
آرامگاه سی امین امپراتور ژاپن

(زاده درگذشته ۱۴ سپتامبر ۵۸۵ میلادی) سی امین امپراتور ژاپن بر اساس نظام سنتی جانشینی پادشاهان ژاپن است. سلطنت وی از ۵۷۲ تا ۵۸۵ میلادی به طول انجامید.

## رویدادهای زندگی بیداتسو
در پانزدهمین سال سلطنت امپراتور کین‌می، بیداتسو به عنوان ولیعهد معرفی شد.
در سی و دومین سال سلطنت Kimmei-tennō' (欽明天皇۳۲年, ۵۷۲)، امپراتور پیر درگذشت و جانشینی توسط پسر دومش دریافت شد. گفته می‌شود اندکی پس از آن، امپراتور بیداتسو به تاج و تخت نشست.
عنوان معاصر بیداتسو «تننو» نبود، زیرا بیشتر مورخان معتقدند این عنوان تا زمان سلطنت امپراتور تنمو و امپراتوریس جیتو معرفی نشده بود. در عوض، احتمالاً سومیرامیکوتو یا آمه نو شیتا شیروشیمهسو اوکامی (治天下大王) بوده است، به معنی «پادشاه بزرگی که بر همه چیز زیر آسمان حکومت می‌کند». از طرف دیگر، ممکن است بیداتسو به عنوان ヤマト大王/大君 یا «پادشاه بزرگ یاماتو» نامیده شود.
دوران سلطنت بیداتسو با مبارزات قدرت در مورد بودیسم مشخص شد. دو مرد مهم در دربار بیداتسو سوگا نو اوماکو و مونونوبه نو موریا بودند. سوگا از رشد بودیسم حمایت کرد و مونونوبه نو موریا می‌خواست جلوی آن را بگیرد.
بیداتسو به دنبال برقراری مجدد روابط با کره (کشور)n پادشاهی بود و به گفته «نیهون شوکی»، دربار او با پادشاهی بکجه و [[پادشاهی شیلا] ]], دو بخش از سه پادشاهی کره با موفقیت روابط برقرار کرد.
امپراتور در اثر بیماری که او را مبتلا به زخم کرد، درگذشت، ظاهراً اولین قربانی سلطنتی آبله در ژاپن بود.
مکان واقعی گور بیداتسو شناخته شده است. امپراتور به‌طور سنتی در یک یادواره شینتو مقدس (misasagi) در اوساکا.
دفتر خاندان امپراتوری این مکان را به عنوان بیداتسو آرامگاه یادمانی تعیین می‌کند. نام رسمی آن Kawachi no Shinaga no naka no o no misasagi است.

## تبارشناسی
او دومین پسر امپراتور کینمی بود. مادرش، ایشی هیمه، دختر امپراتور سنکا بود.